# Дідух Тарас Володимирович
Тарас Володимирович Дідух (22 листопада 1996, м. Львів — 26 лютого 2022, Шилова Балка) — старший лейтенант Збройних сил України, ветеран АТО, учасник російсько-української війни, що героїчно загинув під час російського вторгнення в Україну.

## Життєпис
Народився і жив у Львові. Навчався у Львівському військовому ліцеї імені Героїв Крут. Потім закінчив Одеську військову академію. Любив Карпати, риболовлю та котів. Цікавився автомобілями.
З 2018 року служив у 80-й окремій десантно-штурмовій бригаді. Був командиром взводу. Разом із підрозділом брав участь в ООС на Донбасі.
До початку повномасштабного вторгнення був в АТО у Широкиному, в ООС — у Станиці Луганській. Повномасштабну війну зустрів на полігоні на півдні України.
Загинув в районі урочища Шилова Балка на Херсонщині під час ворожого мінометного обстрілу колони українських військових. Похований на Личаківському кладовищі у Львові.

## Нагороди
- Орден Богдана Хмельницького ІІІ ступеня (29 березня 2022, посмертно) — за особисту мужність і самовіддані дії, виявлені у захисті державного суверенітету та територіальної цілісності України, вірність військовій присязі[2][3].
- «Почесний знак святого Юрія» (30 вересня 2023, посмертно)[4]